# François Weyergans
François Weyergans, född 9 december 1941 i Etterbeek i Bryssel i Belgien, död 27 maj 2019 i Paris i Frankrike, var en belgisk franskspråkig författare och regissör. Han fick Goncourtpriset 2005 för sin roman Trois jours chez ma mère och är medlem av Franska akademien sedan 2009.
François Weyergans är son till den belgiske författaren Franz Weyergans. Han gick i samma skola som Tintins tecknare Hergé, Institut Saint-Boniface Parnassus. Därefter studerade han film vid La Fémis och specialiserade sig på Robert Bresson och Jean-Luc Godard.
Han arbetade för filmtidningen Cahiers du Cinéma tills han regisserade sin första film 1961, om den franske balettdansaren och koreografen Maurice Béjart. Sedan 1982 ägnade sig Weyergans helt åt skrivande. Han arbetade på natten, från klockan elva på kvällen till tolv dagen efter.
Efter att ha gått en period i terapi publicerade han 1973 en sarkastisk rapport om sin terapeut. Det är också handlingen i hans roman Le pitre som fick bra kritik och gav honom Roger Nimier-priset.
Weyergans har tilldelats ytterligare priser. För sin roman Macaire le copte fick han det belgiska Rosselpriset 1981 och det franska Deux magots-priset 1982, och La radeau de la méduse från 1983 gav honom Méridienpriset. Med romanen Trois jours chez ma mère fick han det prestigefyllda franska Goncourtpriset 2005 i hård konkurrens av det litteraturårets storsäljare, La possibilité d’un île av Michel Houellebecq.
Den 26 mars 2009 efterträdde Weyergans Alain Robbe-Grillet i Franska akademien.